# Циецерес
Цие́церес (латыш. Cieceres) — озеро в Броценском крае Латвии. Расположено у города Броцены. Площадь озера составляет 276,8 га. Озеро вытянуто с севера на юг, его длина составляет 9,5 км, а максимальная ширина — 0,4 км. В озеро впадают реки Дуньупе и Мазупе, а вытекает река Циецере. Обитают 7 видов рыб. Озеро имеет статус природного заказника.
Единственный остров — Озолу; его площадь 14 га. С 1923 по 1977 год этот остров имел статус памятника природы, а в 1977—1999 годах являлся ботаническим заказником.
Ранее считалось, что максимальная глубина озера составляет 50 м, но проведённые в 2000 году измерения показали, что озеро не глубже 22 м.